# Chiesa di Sant'Eligio dei Chiavettieri
La chiesa di Sant'Eligio dei Chiavettieri (già chiesa di Santa Maria ad Ercole)  è una chiesa monumentale di Napoli, ubicata tra via Cesare Sersale e vicoletto Chiavettieri al Pendino. L'edificio è chiuso al culto da diversi decenni.

## Storia e descrizione
La chiesa sorse durante la dominazione sveva. Tuttavia è incerta l'origine della sua prima denominazione: Carlo Celano suggerisce che deriva dal fatto che la chiesa sorse dove in epoca romana insisteva il tempio di Ercole, testimoniato dalla presenza di alcune grosse colonne in zona. Alcuni storici, tra cui Francesco Ceva Grimaldi, invece sostengono che fu fondata dalla famiglia d'Ercole, molto potente nel periodo normanno-svevo e che aveva possedimenti nella strada. 
Alla fine del XV secolo la chiesa venne ceduta alla corporazione degli spadari e poi alla confraternita dei chiavettieri (fabbricanti di chiavi) che la intestarono a Sant'Eligio, la ridecorarono e l'arricchirono di opere d'arte; nel 1624 divenne la sede della Congregazione del Salvatore e di Santa Maria Materdei, i cui membri restaurarono nuovamente l'edificio dotandolo di una veste settecentesca.
Non fu interessata dalle demolizioni che investirono la zona durante il periodo del Risanamento, ma ebbe soltanto un restauro nel 1913 e fu inglobata in un palazzo liberty di tre piani.
Di notevole interesse architettonico è la statua del Redentore sulla facciata. L'interno presenta decorazioni barocche e una piccola cupola.